# Tim Matthes
Tim Matthes (* 5. Mai 1999 in Berlin) ist ein deutscher Handballspieler. Er steht beim deutschen Verein HBW Balingen-Weilstetten unter Vertrag.

## Karriere

### Verein
Ab Oktober 2018 gehörte er zum Bundesligakader der Füchse. Nach der Verletzung von Kevin Struck kam er regelmäßig zum Einsatz. Sein erstes Tor in der HBL erzielte er bei der 22:26-Niederlage gegen den THW Kiel. Zur Saison 2022/23 wechselte er zum Ligakonkurrenten SC DHfK Leipzig. Im Sommer 2024 wechselte er zur HBW Balingen-Weilstetten.

### Nationalmannschaft
Mit der Jugend-Nationalmannschaft gewann er die Bronze-Medaille bei der U18-Europameisterschaft 2016. Weiter belegten sie den 9. Platz bei der U19-Weltmeisterschaft 2017. Mit den Junioren gewann er bei der U20-Europameisterschaft 2018 erneut die Bronze-Medaille. Bei der U21-Weltmeisterschaft 2019 belegten sie den 9. Platz.

## Bundesligabilanz
| Saison  | Verein          | Spielklasse | Spiele | Tore | 7-Meter | Feldtore |
| ------- | --------------- | ----------- | ------ | ---- | ------- | -------- |
| 2018/19 | Füchse Berlin   | Bundesliga  | 16     | 10   | 0       | 10       |
| 2019/20 | Füchse Berlin   | Bundesliga  | 27     | 41   | 0       | 41       |
| 2020/21 | Füchse Berlin   | Bundesliga  | 38     | 65   | 0       | 65       |
| 2021/22 | Füchse Berlin   | Bundesliga  | 33     | 57   | 0       | 57       |
| 2022/23 | SC DHfK Leipzig | Bundesliga  | 34     | 34   | 0       | 34       |
| 2023/24 | SC DHfK Leipzig | Bundesliga  | 19     | 20   | 0       | 20       |
| 2018–   | gesamt          | Bundesliga  | 169    | 227  | 0       | 227      |

Stand 21.01.2024